# 泉大津市立旭小学校
泉大津市立旭小学校（いずみおおつしりつ あさひしょうがっこう）は、大阪府泉大津市昭和町にある公立小学校。

## 沿革
- 1927年（昭和2年）6月 - 泉北郡大津町大字下条大津177番地（現在地）に、大津第二尋常小学校として創立。
- 1941年（昭和16年）4月1日 - 国民学校令により、大津町立旭国民学校と改称。
- 1942年（昭和17年）4月1日 - 大津町の市制施行により、泉大津市立旭国民学校と改称。
- 1947年（昭和22年）4月1日 - 学制改革により、泉大津市立旭小学校と改称。
- 1970年（昭和45年）2月 - 講堂兼体育館が完成。
- 1978年（昭和53年）9月 -  鉄筋化及び増改築工事完成。
- 1983年（昭和58年）6月 - 学校プール（25ｍ×4コース）完成。
- 1994年（平成6年）
  - 4月 - 通級教室（ことばの教室）開設。
  - 10月 - ランチルーム完成。
- 1998年（平成10年）4月 - 泉大津市立病院に院内学級開設。
- 1999年（平成11年）9月 - コンピューター教室設置。
- 2003年（平成15年）3月 - プレハブ教室（図書室・なかよし）完成。
- 2004年（平成16年）9月 - インターホン・オートロック設置。
- 2005年（平成17年）9月 - 体育館耐震工事完成。
- 2006年（平成18年）3月 - プレハブ教室（6学年4教室）完成。
- 2007年（平成19年）3月 - プレハブ教室（1学年と6学年8教室）完成。
- 2008年（平成20年）3月 - 新南館完成し、プレハブ校舎撤去。
- 2015年（平成27年）7月 - 新校舎東館完成。
- 2016年（平成28年）10月 - 新校舎北館、西館完成。

## 通学区域
- 旭町、池浦町（1丁目1番～5番、13番～21番）、板原町（ 3丁目2番、3番）、下条町、東雲町（1番～10番）、昭和町、虫取町（1丁目1番、2番、7番～17番、2丁目1番～4番、8番～18番　）[1]

※卒業後は基本的に泉大津市立東陽中学校に進学する。

## 学校周辺
- 岸和田市立旭幼稚園 - 泉大津市道をはさんで、敷地が隣接。なおかつ、進級前幼稚園のひとつ。
- 大阪府道38号富田林泉大津線
- 南海本線泉大津駅
- いずみおおつCITY（駅ビル）

## アクセス
- 南海本線泉大津駅（東口）から、徒歩約400m・約6分。